# Karol Lis
Karol Lis (ur. 20 marca 1959 w Bratoszewicach, zm. 26 sierpnia 2001) – polski żużlowiec.
Sport żużlowy uprawiał w latach 1979–1998 w barwach klubów: Gwardia Łódź (1979–1980),  Kolejarz Opole (1981–1994), JAG Speedway Łódź (1995) oraz OTŻ Opole (1996–1998). Przez 7 sezonów startował w rozgrywkach I ligi drużynowych mistrzostw Polski (wówczas najwyższej klasie rozgrywkowej), najlepszy wynik osiągając w 1982 roku (IV miejsce). Finalista drużynowego Pucharu Polski (1979 – IV miejsce). Finalista turnieju o "Brązowy Kask" (Opole 1980 – XI miejsce). Dwukrotny finalista mistrzostw Polski par klubowych (Toruń 1986 – VIII miejsce, Grudziądz 1993 – VII miejsce).